# You Wanted the Best, You Got the Best!!
You Wanted the Best, You Got the Best!! är ett samlingsalbum av hårdrocksbandet KISS, släppt den 25 juni 1996. Det innehåller låtar tagna från livealbumen Alive! och Alive II, samt fem låtar som inte inkluderades på dem. Det sista spåret, "KISS Tells All", är en 17 minuter lång intervju med bandet av Jay Leno.

## Kuriosa
- De nya live låtarna "Let Me Know", "Two Timer", "Room Service" och "Take Me" är inte riktiga live-upptagningar. De är gjorda i studion och publikjudet är pålagt i efterhand.

## Låtlista
1. "Room Service" (Paul Stanley) - 3:38
2. "Two Timer" (Gene Simmons) - 3:15
3. "Let Me Know" (Stanley) - 3:38
4. "Rock Bottom" (Ace Frehley, Stanley) - 3:33
5. "Parasite" (Frehley) - 3:37
6. "Firehouse" (Stanley) - 4:00
7. "I Stole Your Love" (Stanley) - 3:32
8. "Calling Dr. Love" (Simmons) - 3:35
9. "Take Me" (Delaney, Stanley) - 3:06
10. "Shout It Out Loud" (Bob Ezrin, Simmons, Stanley) - 3:14
11. "Beth" (Peter Criss, Ezrin, Stan Penridge) - 2:33
12. "Rock and Roll All Nite" (Simmons, Stanley) - 4:01
13. "Kiss Tells All" (Kiss, Jay Leno) - 17:34